# Michel Rocard

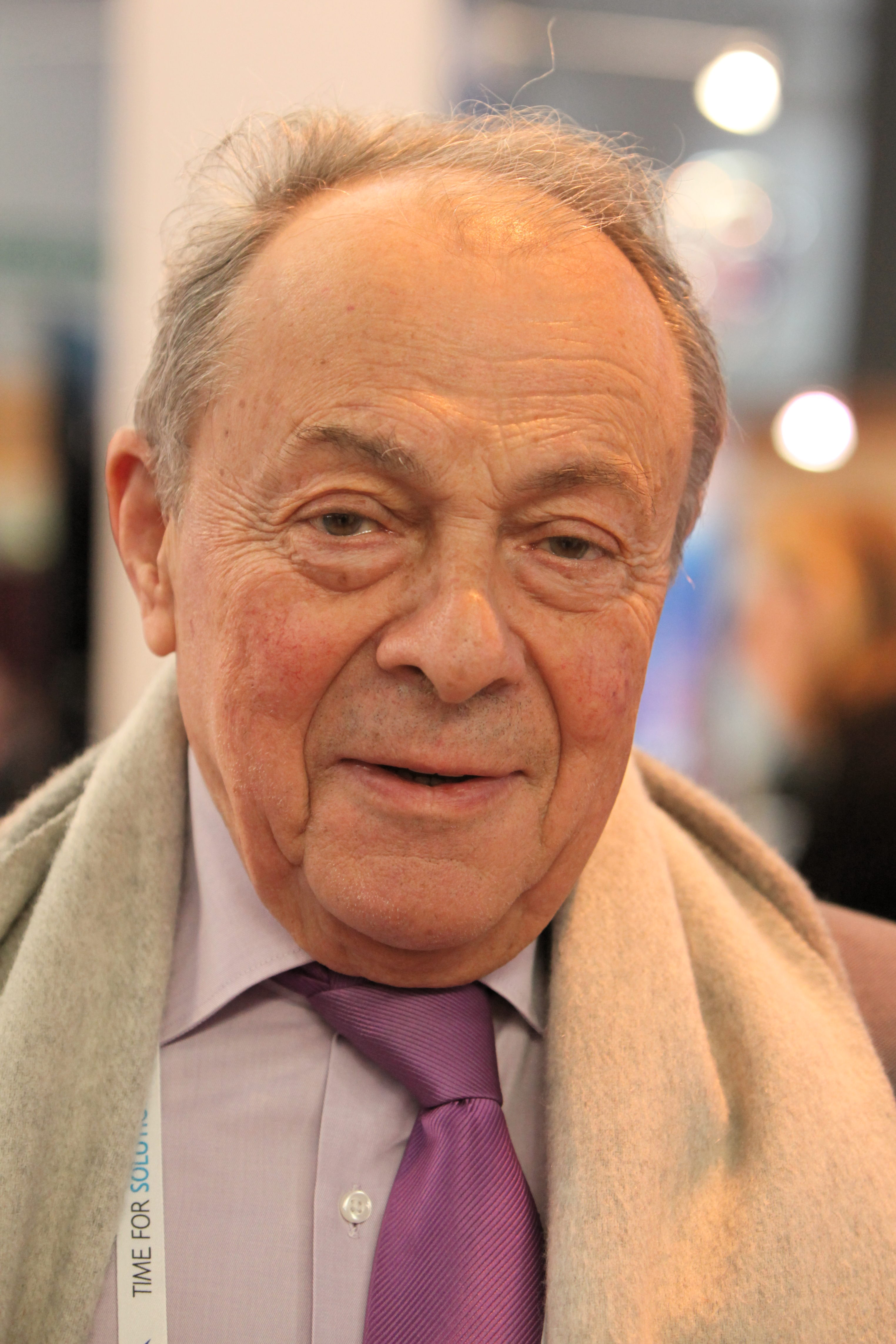
Michel Rocard (2012)

Michel Louis Léon Rocard [mi'ʃɛl ʁɔ'kaʁ] (* 23. August 1930 in Courbevoie, Département Seine; † 2. Juli 2016 in Paris) war ein französischer sozialistischer Politiker. Er war von 1967 bis 1973 nationaler Sekretär der Parti socialiste unifié (PSU), von 1993 bis 1994 Erster Sekretär der Parti socialiste (PS). Von 1988 bis 1991 war er französischer Premierminister. Von 1994 bis 2009 gehörte Rocard dem Europäischen Parlament an.

## Familie, Ausbildung und Beruf
Michel Louis Léon Rocard war der Sohn von Yves Rocard, einem Physiker, Resistancekämpfer und Anhänger de Gaulles, der als einer der „Väter“ des französischen Kernwaffenprogramms gilt, und Renée Favre, Leiterin eines Wohnheims für junge Frauen. Michel Rocard wuchs im bürgerlichen 7. Pariser Arrondissement auf, besuchte die École Alsacienne, dann das Lycée Louis-le-Grand, und engagierte sich im evangelischen Pfadfinderverband Éclaireurs Unionistes (seine Mutter war Protestantin).
Zur Enttäuschung seines Vaters interessierte er sich nicht für Mathematik und Naturwissenschaften und schrieb sich nicht an der École polytechnique, sondern am Institut für Politische Studien (Sciences Po) ein. Da der Vater nicht bereit war, ihm dieses Studium zu finanzieren, verdiente der junge Rocard seinen Unterhalt als Dreher und Fräser in den Werkstätten der École normale supérieure, wo sein Vater Professor war. Der dortige Vorarbeiter war in der Arbeiterbewegung aktiv und überzeugte Michel Rocard vom Sozialismus. Er war Vertreter der linken Studentengewerkschaft UNEF und Gegenspieler des rechten Studentenvertreters Jean-Marie Le Pen. Nach dem Abschluss des Sciences Po durchlief er 1956 bis 1958 die Verwaltungshochschule École nationale d’administration (ENA). In dieser Zeit machte er ein Praktikum im Stab von Alain Savary, damals Staatssekretär für Marokko und Tunesien im Außenministerium.
Nach dem ENA-Abschluss wurde Rocard 1958 zum Finanzinspektor ernannt, 1965 wurde er Generalsekretär der Kommission für wirtschaftliche Bilanzen und Budget der Nation.
Rocard heiratete dreimal: 1954 die Soziologin Geneviève Poujol (1930–2023), 1972 die Psychologin Michèle Legendre (1941–2023) und 2002 die Kommunikationsberaterin Sylvie Pélissier. Aus seiner ersten und zweiten Ehe hatte er jeweils zwei Kinder (Francis und Sylvie, Loïc und Olivier).

## Politische Karriere und Wirken

### Von der SFIO über die PSU zur PS
Michel Rocard trat 1949 dem Studentenbund der sozialistischen Partei SFIO bei, deren Generalsekretär er 1954 wurde. Von der Politik des Parteivorsitzenden und zeitweiligen Premierministers Guy Mollet enttäuscht, vor allem hinsichtlich des Algerienkriegs, trat Rocard aus der SFIO aus und war 1958 Mitbegründer der Parti socialiste autonome (PSA). Zusammen mit anderen Gegnern des Kolonialismus und der Fünften Republik de Gaulles, wie Pierre Mendès France, moskau-kritischen Kommunisten und linksgerichteten Christen schloss sich die PSA 1960 zur Parti Socialiste Unifié (PSU) zusammen. Um seinen Beamtenstatus nicht zu gefährden, veröffentlichte Rocard seine politischen Ideen zunächst unter dem Pseudonym Georges Servet.
Nachdem er auf dem Kongress von Grenoble 1966 von sich reden machte, wurde er im Folgejahr Generalsekretär der PSU. Diese Partei, die zwar prominente Anhänger unter Intellektuellen hatte, aber bei Wahlen schwach abschnitt, leitete er bis 1973. Anders als die klassische Linke forderte sie keine Verstaatlichungen, sondern trat für Arbeiterselbstverwaltung (autogestion) ein. Unterstützung erhielt sie dabei von der ehemals christlichen, nun dekonfessionalisierten und nach links gewendeten Gewerkschaft Confédération française démocratique du travail (CFDT). In der Krise im Mai 1968 bemühte sich Rocard um eine politische Lösung: er gewann damit die Unterstützung der UNEF, des bedeutendsten Studentenverbands in dieser Epoche. Rocards Kandidatur um einen Parlamentssitz bei der Wahl im Juni 1968, einem Erdrutschsieg für die Gaullisten, scheiterte. Er kandidierte auch bei der Präsidentschaftswahl von 1969, konnte aber nur 3,6 Prozent (rund 800.000 Stimmen) auf sich vereinigen. Bei der Nachwahl im Oktober 1969 gewann er hingegen das Abgeordnetenmandat im 4. Wahlkreis des Départements Yvelines gegen den früheren Premierminister Maurice Couve de Murville. Den Sitz in der Nationalversammlung verlor er jedoch wieder bei der nächsten regulären Wahl im März 1973.
Rocard unterstützte bei der Wahl 1974 die Kampagne François Mitterrands um die Präsidentschaft. Im Oktober 1974 erreichte sein Antrag, die PSU der Parti socialiste (PS) unter Mitterrand anzuschließen, nur 40 % der Delegiertenstimmen, woraufhin er die PSU verließ und der PS beitrat. Zahlreiche Mitglieder der PSU wie auch der Gewerkschaft CFDT folgten ihm. In ihren Reihen stieg er im Februar 1975 zum Mitglied des Exekutivausschusses der Sozialistischen Partei auf. Rocard wurde 1977 zum Bürgermeister der Stadt Conflans-Sainte-Honorine (Département Yvelines) gewählt, dieses Amt übte er drei Amtszeiten lang bis 1993 aus. Zudem wurde er 1978 als Vertreter des 3. Wahlkreises von Yvelines erneut in die Nationalversammlung gewählt, der er diesmal bis 1981 angehörte.

### Die Politik Rocards
Das Ende der 1970er Jahre wurde vom Aufkommen des Rocardisme, der Ideen und der Politik Rocards, geprägt, einer populären Strömung, des Courant Rocard innerhalb der Sozialistischen Partei, die den Gegenpol zum eher traditionellen Sozialismus seines Rivalen François Mitterrand bildete. So wurde Rocard zu einer unumgänglichen Figur der Intellektuellenlandschaft Frankreichs. Charakteristisch für seine Politik war ein demokratischer und antiautoritärer Sozialismus, der vor allem auf Mitbestimmung und Selbstverwaltung in Wirtschaft und Gesellschaft setzte (socialisme autogestionnaire) – deshalb auch die strikte Ablehnung des Kommunismus – und exemplarisch für das Streben einer Generation von Sozialisten, die sich im Hinblick auf die Zeit nach Mitterrand mit dem Erbe von Pierre Mendès-France befasste.

### Minister und Premierminister

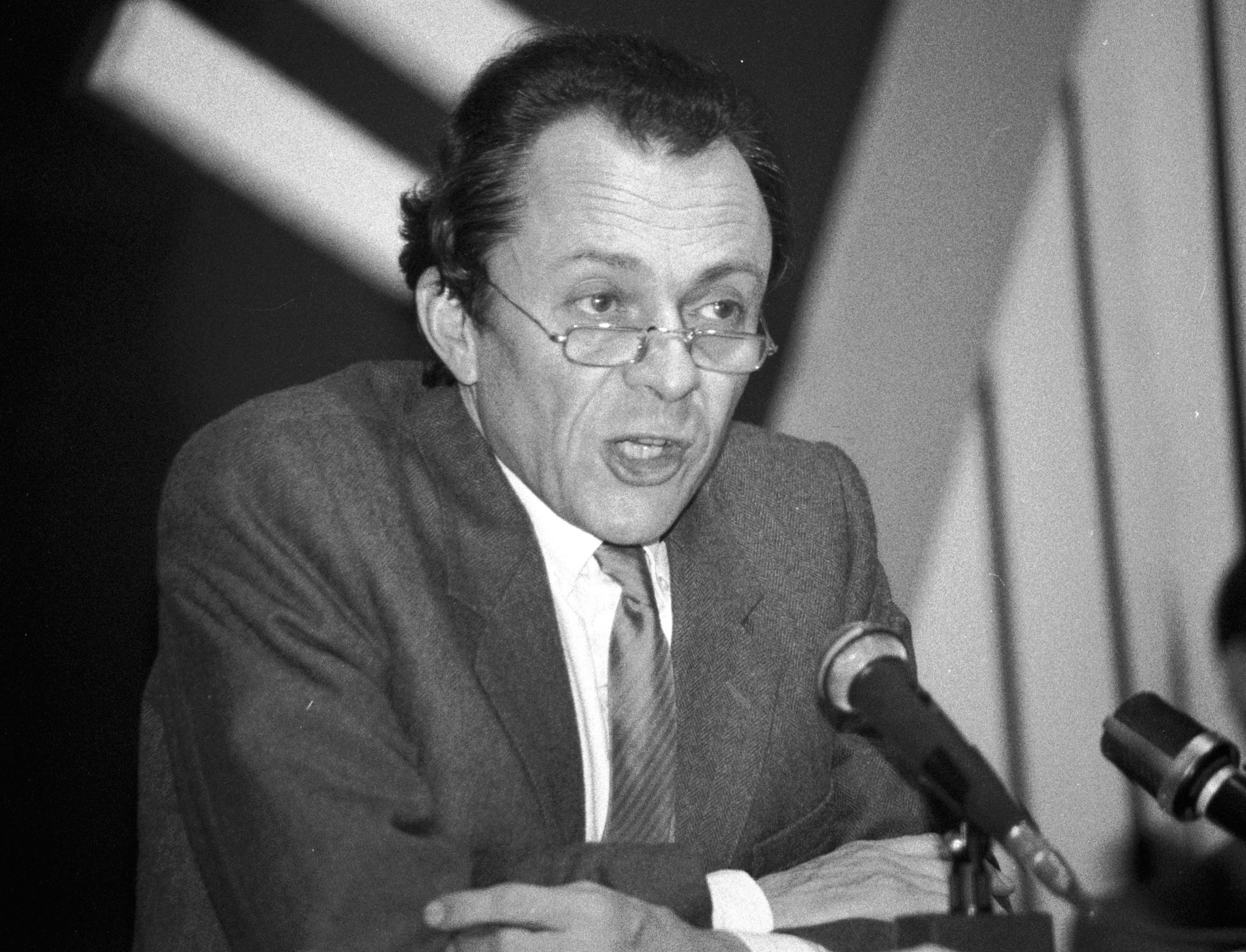
Michel Rocard (1981)

Nach der Wahl seines Parteikollegen Mitterrand zum Staatspräsidenten wurde Rocard 1981 Ministre d’État (Staatsminister) für Raumplanung und -ordnung in der Regierung von Pierre Mauroy. Anschließend war er ab März 1983 Landwirtschaftsminister im Kabinett Mauroy III. Er blieb auch unter Laurent Fabius in dieser Funktion, trat aber im April 1985 aus Protest über die Einführung des Verhältniswahlrechts für die Parlamentswahlen von seinem Amt zurück.
Nachdem sein Intimfeind François Mitterrand die Präsidentschaftswahl am 8. Mai 1988 erneut gewonnen hatte, ernannte er Rocard am 12. Mai 1988 zum Premierminister. Manche Stimmen interpretierten die Ernennung Rocards als Maßnahme Mitterrands, um von dessen Popularität zu profitieren. Nach den Parlamentswahlen im Juni 1988 konstituierte sich am 26. Juni 1988 erneut eine Regierung unter Rocard. Da die Parti socialiste und ihre linken Verbündeten keine eigene Mehrheit im Parlament hatten, bemühte sich Rocard um eine ouverture (Öffnung) der Regierung für bürgerliche Kräfte. Seinem Kabinett (Rocard II) gehörten auch drei Minister der bürgerlichen UDF an (die dafür jedoch aus ihrer Partei ausgeschlossen wurden). Zudem scherten die Abgeordneten des christdemokratischen CDS vorübergehend aus der UDF aus: Sie bildeten eine eigene Fraktion in der Nationalversammlung und votierten bei wichtigen Abstimmungen mit Rocards Regierung.
Noch am Tag der Ernennung drängte Rocard auf die Unterzeichnung des Abkommens von Matignon. Dieses besiegelte die Autonomie Neukaledoniens und setzte den gewalttätigen Ausschreitungen auf der Insel ein Ende. In einem landesweiten Referendum am 6. November 1988 votierten 80 % der Abstimmenden für die Inhalte des Matignon-Abkommens. Rocard ist auch die Einführung des Revenu Minimum d’Insertion (= einer Form der Sozialhilfe, RMI) am 12. Oktober 1988 zu verdanken (loi no 88-1088 du 1er décembre 1988). Es gab nur drei Gegenstimmen und 24 Enthaltungen.
1990 bemühte sich Rocard um eine bessere Regelung der Parteienfinanzierung, die mit einer Amnestie für vorangegangene Manöver verbunden sein sollte. Dies scheiterte an einem öffentlichen Eklat, als der sozialistische Justizminister das Ermittlungsverfahren gegen die wichtigste Geldwaschanlage seiner Partei niederschlagen ließ. Wegen der schlechten Wirtschaftslage und Unstimmigkeiten mit Mitterrand sah sich Rocard im Mai 1991 zum Rücktritt von seiner Funktion als Premierminister genötigt; Edith Cresson wurde seine Nachfolgerin. Mitterrands Beliebtheit im Volk sank, Rocard dagegen blieb populär. Bei der Parlamentswahl im März 1993 erhielt die PS nur 17,4 % der Stimmen nach 34,8 % bei der Parlamentswahl 1988.
Im Oktober 1993 wurde er als Nachfolger Laurent Fabius’ zum Ersten Sekretär (= Parteivorsitzenden) der Sozialistischen Partei gewählt und nahm eine tiefgreifende Reform ihrer Führungsorgane in Angriff. Nach seiner Wahl in das Europäische Parlament im Juni 1994 trat er vom Parteivorsitz zurück; Henri Emmanuelli wurde sein interimistischer Nachfolger und Lionel Jospin sein Nachfolger.

### Wirken für die EU
Bei der Europawahl 1994 wurde er in das Europäische Parlament (EP) gewählt, dort saß er in der Fraktion der europäischen Sozialisten. Zusätzlich gehörte er vom 2. Oktober 1995 bis 18. November 1997 dem französischen Senat an. Als EU-Abgeordneter wurde er 1999 und 2004 wiedergewählt, zum 31. Januar 2009 gab er sein Mandat auf. In diesem Rahmen profilierte er sich durch seinen Einsatz zugunsten der Entwicklungsländer und seit 2003 durch seine Ablehnung der Einführung eines Softwarepatentes auf EU-Ebene.
Anfang 2005 reiste eine EU-Delegation von Wahlbeobachtern unter seiner Führung in die Palästinensischen Autonomiegebiete, um die dortige Präsidentschaftswahl zu beobachten.

## Auszeichnungen
- 1988: Großkreuz des Ordre national du Mérite
- 1991: Großkreuz des Verdienstordens der Republik Polen
- 1992: Companion des Order of Australia
- 2000: Offizier des Ordre national du Québec
- 2008: Großoffizier der Ehrenlegion der Nation
- 2015: Großkreuz der Ehrenlegion
- Ehrenkommandant für Landwirtschaft
- Ehrenkommandant der Griechischen Legion

## Zitate
Zur Immigrationspolitik: „Frankreich kann nicht das ganze Elend der Welt aufnehmen.“

Auf die Frage eines Journalisten, ob er es bereue, niemals Präsident gewesen zu sein, antwortete Rocard: 

„Ich meine, ein akzeptabler Premier gewesen zu sein, weiß aber nicht, ob ich einen guten Präsidenten gegeben hätte.“

## Publikationen auf Deutsch
- Von ganzem Herzen bei der Sache. Aus dem Französischen von Gerd Treffer, DEFAB, Ingolstadt 1989.